# Rur (folyó)
A Rur, holland és limburgi nyelven, Roer (a holland kiejtés: [ˈruːr], a limburgi nyelvű: [ˈʀuːʀ˦]); franciául Rour, jelentős folyó, amely Németország, Hollandia és Belgium egyes részein folyik keresztül. A Maas jobb oldali (keleti) mellékfolyója. A folyó folyásának mintegy 90 százaléka Németországban található.
A Rur Belgiumból ered, a Hautes Fagnes természetvédelmi parkból, a Botrange-hegyről, az ország legmagasabb pontjáról, Sourbrodt falu közelében. Itt Rour-nak, vagy Roule-nak, is nevezik.
A Rur néhány kilométer után belép Németországba, ahol Rurnak hívják: itt keresztezi Montjoie-t (Monschau), megkerüli Aachen térségét, és balra elhagyja azt. 
A Rur végül a Hollandia déli részén fekvő Limburg tartományában, Roermond városánál folyik a Maasba.